# NN-195
La carretera NN-195 es una vía departamental secundaria ubicada en el departamento de Carazo. Tiene una longitud de 5.64 kilómetros y conecta la ciudad de Santa Teresa con La Paz de Carazo. Fue inaugurada en el año 2024 como parte de la ampliación de la red vial departamental.

## Trazado y cruces
El siguiente cuadro muestra el trazado estimado de la carretera NN-195:
| km  | Localidad        | Departamento | Conexión / Ruta |
| --- | ---------------- | ------------ | --------------- |
| 0.0 | Santa Teresa     | Carazo       | NN 226          |
| 5.6 | La Paz de Carazo | Carazo       |                 |